# Aeropuerto de Guasdualito
El  Aeropuerto Vara de María es un terminal aéreo venezolano localizado en el municipio Páez del estado Apure, A tan solo 25 kilómetros de la ciudad de Arauca. Tiene una sola pista de 2070 metros de largo, 30 de ancho y solo se recibe o despacha vuelos diurnos. Fue remodelado en el año 2013 y la aerolínea estatal Conviasa tiene en estudio la posibilidad, de abrir rutas hacia San Fernando de Apure y Barinas. Cuenta con áreas de embarque y desembarque, Antiguamente Operaron las Aerolíneas, Avior en la década de los noventa. El Aeropuerto contaba con vuelos diarios de personal de la estatal PDVSA, 
El aeropuerto carece de sistema de aterrizaje instrumental (ILS, Instrument Landing System) pero posee un radio faro o baliza no direccional (NDB) siglas GTO que forma parte del sistema de ayudas de navegación de Venezuela.